# 北街街道 (安顺市)
北街街道，是中华人民共和国贵州省安顺市西秀区下辖的一个乡镇级行政单位。

## 行政区划
北街街道下辖以下地区：
一一二地质大队社区、三零二医院社区、青山社区、北街社区、人民社区、武当社区和前进社区。